# Кенни-и-Гахан, Артуро
Артуро Кенни (исп. Arturo J. Kenny y Gahan; 12 декабря 1889, Буэнос-Айрес — не ранее 1924) — аргентинский игрок в поло. На олимпиаде 1924 года в Париже завоевал золотую медаль в составе аргентинской команды по поло. Участвовал во всех четырёх матчах — против сборных США, Испании, Великобритании и Франции, забил всего 7 голов. Эта золотая медаль была единственной золотой медалью сборной Аргентины на этих Олимпийских играх.